# Chupa (2023.)
Chupa je američki fantastično-avanturistički film iz 2023. godine, redatelja Jonása Cuaróna. Producirao ga je studio 26th Street Pictures, a objavljen je 7. travnja 2023. na Netflixu.

## Radnja
Alex u Meksiku gdje upoznaje chupakabru, mitsko biće koje se hrani krvlju životinja. Alex se sprijatelji s chupakabrom i odluči ga zaštititi od zlog znanstvenika koji ga želi uhvatiti i iskoristiti njegovu moć. Alex i njegovi rođaci se suočavaju s mnogim opasnostima i izazovima dok pokušavaju pobjeći od znanstvenika i vratiti chupakabru u njegov prirodni dom.

## Glumačka postava
- Demián Bichir kao Chava
- Christian Slater kao Richard Quinn
- Evan Whitten kao Alex
- Ashley Ciarra kao Luna
- Nickolas Verdugo kao Memo

### Sinkronizacija
Za hrvatsku sinkronizaciju zaslužan je studio "Livada produkcija" s redateljem Deninom Serdarevićem.
| Lik              | Glas              |
| ---------------- | ----------------- |
| Chava            | Boris Barberić    |
| Richard Quinn    | Andrej Dojkić     |
| Alex             | Ruben Carović     |
| Luna             | Gita Hajdarhodžić |
| Memo             | -                 |
| Julia            | Mirna Medaković   |
| Samantha         | Kristina Gami     |
| Taylor           | Dražen Bratulić   |
| Quinn's coworker | Mladen Vujčić     |

Ostali:
- Filip Riđički
- Roko Krasovac
- Goran Vrbanić
- Dora Trogrlić
- Rina Serdarević

## Produkcija
U kolovozu 2020. godine Jonás Cuarón trebao je režirati film o chupacabri, skupa s Marcus Rinehart, Sean Kennedy Moore and Joe Barnathan. Chris Columbus, Michael Barnathan i Mark Radcliffe producirali su film pod svojim natpisom "26th Street Pictures" za Netflix. U lipnju 2021. film je dobio ime Chupa, a glumačkoj ekipi pridružili su se Demián Bichir, Evan Whitten, Ashley Ciarra i Nickolas Verdugo.
Snimanje se odvijalo na više lokacija diljem Novog Meksika počevši od kolovoza i trajalo je do listopada 2021. Glazbu za film skladao je Carlos Rafael Rivera.

## Distribucija
Netflix je otkrio da je film trebao biti objavljen početkom 2023. godine. U ožujku 2023. objavljen je datum izlaska, 7. travanj. Objava imena naslova naišla je na određene kritike zbog toga što je riječ "chupa" žargonski izraz za fellatio na španjolskom, portugalskom i filipinskom jeziku.

## Vanjske poveznice
- Službena stranica na Netflixu
- Chupa u internetskoj bazi filmova IMDb-a